# اچ‌ام‌اس باتلکس (دی۱۱۸)
اچ‌ام‌اس باتلکس (دی۱۱۸) (به انگلیسی: HMS Battleaxe (D118)) یک کشتی بود که طول آن ۳۶۵ فوت (۱۱۱ متر) بود. این کشتی در سال ۱۹۴۵ ساخته شد.